# Carolin Schuhler
Carolin Schuhler (* 1965) ist eine deutsche Journalistin, Sachbuchautorin und Dozentin. Sie war Chefredakteurin der Zeitschrift Cosmopolitan sowie Herausgeberin und Chefredakteurin bei Vision Media.

## Beruf
Schuhler absolvierte ihre journalistische Ausbildung von 1985 bis 1987 an der Deutschen Journalistenschule in München. Sie arbeitete unter anderem in der Entwicklungsredaktion und als Redakteurin des Süddeutsche Zeitung Magazins und des Online-Magazins Jetzt des Zeitungsverlags sowie als Redakteurin der Frauenzeitschrift Elle. Ab 1997 arbeitete sie für den
Condé Nast Verlag und wurde 1997 Textchefin der deutschen Ausgabe der Frauenzeitschrift Vogue.
Von 2005 bis Ende 2009 war sie stellvertretende Chefredakteurin der Cosmopolitan. Im Januar 2010 wechselte sie als „gesamtverantwortliche Chefredakteurin“ zu Vision Media und wurde dort im Dezember 2010 Herausgeberin. Ende Juli 2011 verließ sie den Münchener Zeitschriftenverlag. Sie kehrte zu Cosmopolitan zurück und wurde als Nachfolgerin von Petra Winter Chefredakteurin der Zeitschrift. Im Februar 2013 wurde sie von Kerstin Weng abgelöst.
Seit ihrem Ausscheiden bei Cosmopolitan arbeitet Schuhler freiberuflich als Journalistin, unter anderem für die Frauenzeitschrift Donna und die ADAC Motorwelt. Außerdem ist sie als Dozentin tätig. Sie lehrt Modejournalismus an der Akademie Mode & Design und unterrichtet an der Deutschen Presseakademie sowie der Deutschen Journalistenschule.

## Veröffentlichungen (Auswahl)
- Abnehmen ohne Diät – dauerhaft schlank durch bewußte Ernährung. Mit Doris Altmaier. Midena, Augsburg 1997, ISBN 978-3-310-00269-8.
- Gesunde schöne Haut – sanfte Pflege durch natürliche Kosmetik. Mit Erika Kestel. Midena, Augsburg 1998, ISBN 978-3-310-00270-4.
- Die Jungen Wilden kochen. Deutschlands Starköche. Mit Frank Buchholz (Hrsg.), Falken, Niedernhausen 2000, ISBN 978-3-8068-7530-0.